# یاسر بات
یاسر بات (انگلیسی: Yasir Butt؛ زادهٔ ۳ ژوئیهٔ ۱۹۸۸) اسکواش‌باز اهل پاکستان است.